# 1-アミノ-2-メトキシベンゼン
1-アミノ-2-メトキシベンゼン（1-amino-2-methoxybenzene）とは、ベンゼン環に存在している6つの水素のうちの隣り合う2つの水素が、一方はアミノ基に置換され、もう一方はメトキシ基に置換された有機化合物である。煙草の煙の中にも含まれており、発がん性が疑われている物質の1つでもある。また、有毒で急性中毒を起こす場合もあり、中毒を起こした場合は処置が必要となる場合もある。CAS登録番号は[90-04-0]。

## 名称について
1-アミノ-2-メトキシベンゼンには様々な慣用名を用いた名称が存在する。ただし本稿では、本節の名称に関する説明文を除いて、全て1-アミノ-2-メトキシベンゼンという表記で統一する。

### アニリンを基本形とした時の名称
ベンゼン環に存在している6つの水素のうちの1つがアミノ基に置換された化合物の慣用名はアニリンと言う。このため、アニリンの2位の炭素（アミノ基の隣の炭素）に直結する水素のうちの1つがメトキシ基に置換された化合物という意味で、2-メトキシアニリン（2-methoxyaniline）とも呼ばれる。また、この2位の部分を慣用的に「o」（オルト位）と呼ぶため、o-メトキシアニリン（おるとメトキシアニリン、ortho-Methoxyaniline）とも呼ばれる。

### アニソールを基本形とした時の名称
ベンゼン環に存在している6つの水素のうちの1つがメトキシ基に置換された化合物の慣用名はアニソールと言い、これを利用した呼称も存在する。すなわち、アニソールの2位の炭素（メトキシ基の隣の炭素）に直結する水素のうちの1つがアミノ基に置換された化合物という意味で、かつ、この2位の部分を慣用的に「o」（オルト位）と呼ぶため、o-アミノアニソール（おるとアミノアニソール、ortho-Aminoanisole）とも呼ばれる。

### アニシジンと言う慣用名を使用した時の名称
ベンゼン環に存在している6つの水素のうちの2つが、一方はアミノ基に、もう一方はメトキシ基に置換された化合物の慣用名はアニシジンと言う。そして、ベンゼン環に直結した置換基と隣り合った部位を慣用的に「o」（オルト位）と呼ぶため、o-アニシジン（おるとアニシジン、ortho-Anisidine）とも呼ばれる。

## 物理・化学的性質
1-アミノ-2-メトキシベンゼンは、化学式C7H9NO、示性式CH3OC6H4NH2で表されるため、分子量は123.15 である。
常圧での融点は約5 ℃、沸点は約225 ℃である。
したがって、常圧では液体で存在する。この液体の20 ℃におけるナトリウムD線の屈折率は、1.579である。
元来は黄色の液体であるものの、光や空気の影響で分解して赤みを帯びてくることが知られている。
弱塩基性物質ながら、水には溶けにくく、エタノールには容易に溶解する。
なお、不快な臭気を持つ。

## 危険性
1-アミノ-2-メトキシベンゼンは、煙草の煙に含まれる化学物質の中でも発がん性が疑われている物質の1つであり、IARC発がん性リスク一覧ではグループ2Bに分類されている。また、急性中毒を起こす場合もあり、マウスに経口投与した場合の半数致死量は1400 (mg/kg)、ラットに経口投与した場合の半数致死量も1400 (mg/kg)であった。
ただし、ラットに経口投与した場合の半数致死量は1150 (mg/kg)であったとする資料も存在する。
さらに、1-アミノ-2-メトキシベンゼンは、皮膚などからも吸収される。
また、皮膚に付着した場合、吸収されるだけではなく、皮膚に炎症を引き起こす場合もある。
体内に吸収されると、場合によってはメトヘモグロビン血症を引き起こし、チアノーゼが現れることがある。
その他の症状としては、頭痛、悪心、嘔吐、めまい、耳鳴り、不整脈、肝障害、腎障害などを引き起こすこともあり、最悪の場合、意識が混濁し、昏睡や痙攣を起こして死亡する。
なお、1-アミノ-2-メトキシベンゼンが熱分解すると有毒ガスが発生する。

## 製法
メトキシベンゼンを、ヒドロキシルアミンによってアミノ化することにより合成できる。
他に、1-メトキシ-2-ニトロベンゼンを、蟻酸水溶液と鉄を用いて還元することでも合成できる。

## 用途
1-アミノ-2-メトキシベンゼンは、アゾ染料や、ナフトール塗料の合成原料などとして用いられる。